# Inclusão de fluidos

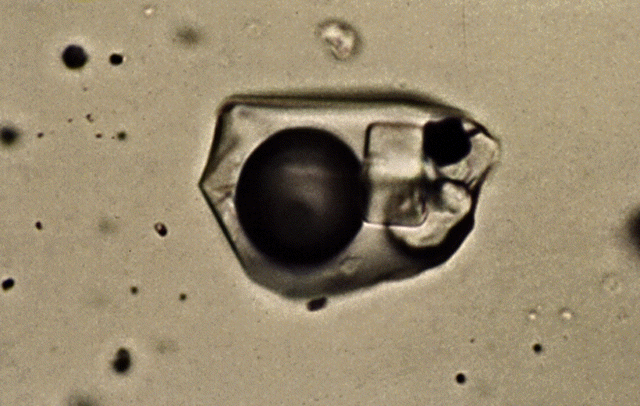
Preso em uma cápsula do tempo do tamanho do diâmetro de um fio de cabelo humano, o líquido formador de minério nesta inclusão era tão quente e continha tantos sólidos dissolvidos que, ao esfriar, formaram-se cristais de halita, silvita, gesso e hematita. À medida que as amostras esfriavam, o fluido encolheu mais que o mineral circundante, criando uma bolha de vapor. Fonte: USGS

Uma inclusão de fluidos, ou inclusão fluida, é uma bolha de líquido e/ou gás que fica presa dentro de um cristal. Como os minerais frequentemente se formam a partir de um meio líquido ou aquoso, pequenas bolhas desse líquido podem ficar aprisionadas no cristal ou ao longo de fraturas cristalinas cicatrizadas. Essas inclusões geralmente variam de 0,01 mm a 1 mm de tamanho e só são visíveis em detalhes por meio de estudos microscópicos. No entanto, amostras de quartzo fenster ou esquelético podem conter inclusões laminares finas, com vários milímetros de comprimento e largura, em seus vazios lamelares.
Essas inclusões ocorrem em diversos ambientes. Por exemplo, são encontradas em minerais cimentantes de rochas sedimentares, em minerais de ganga, como quartzo ou calcita, em depósitos de circulação hidrotermal, em âmbar fóssil e em núcleos de gelo profundos das calotas polares da Groenlândia e da Antártida. As inclusões podem fornecer informações sobre as condições existentes durante a formação do mineral que as contém. Técnicas como espectroscopia de infravermelho por transformada de Fourier [en] e espectroscopia Raman podem ser usadas para determinar a composição das inclusões fluidas.

## Formação
Minerais de minérios hidrotérmicos [en], que geralmente se formam a partir de soluções aquosas de alta temperatura, aprisionam pequenas bolhas de líquidos ou gases ao esfriar e formar rocha sólida. O fluido preso em uma inclusão preserva um registro da composição, temperatura e pressão do ambiente de mineralização. Uma inclusão frequentemente contém duas ou mais fases. Se uma bolha de vapor estiver presente na inclusão junto com uma fase líquida, o simples aquecimento da inclusão até o ponto de reabsorção da bolha de vapor fornece uma provável temperatura do fluido original. Se cristais minúsculos, como halita, silvita, hematita ou sulfetos [en], estiverem presentes na inclusão, eles fornecem pistas diretas sobre a composição do fluido original.

## Inclusões fluidas e exploração mineral

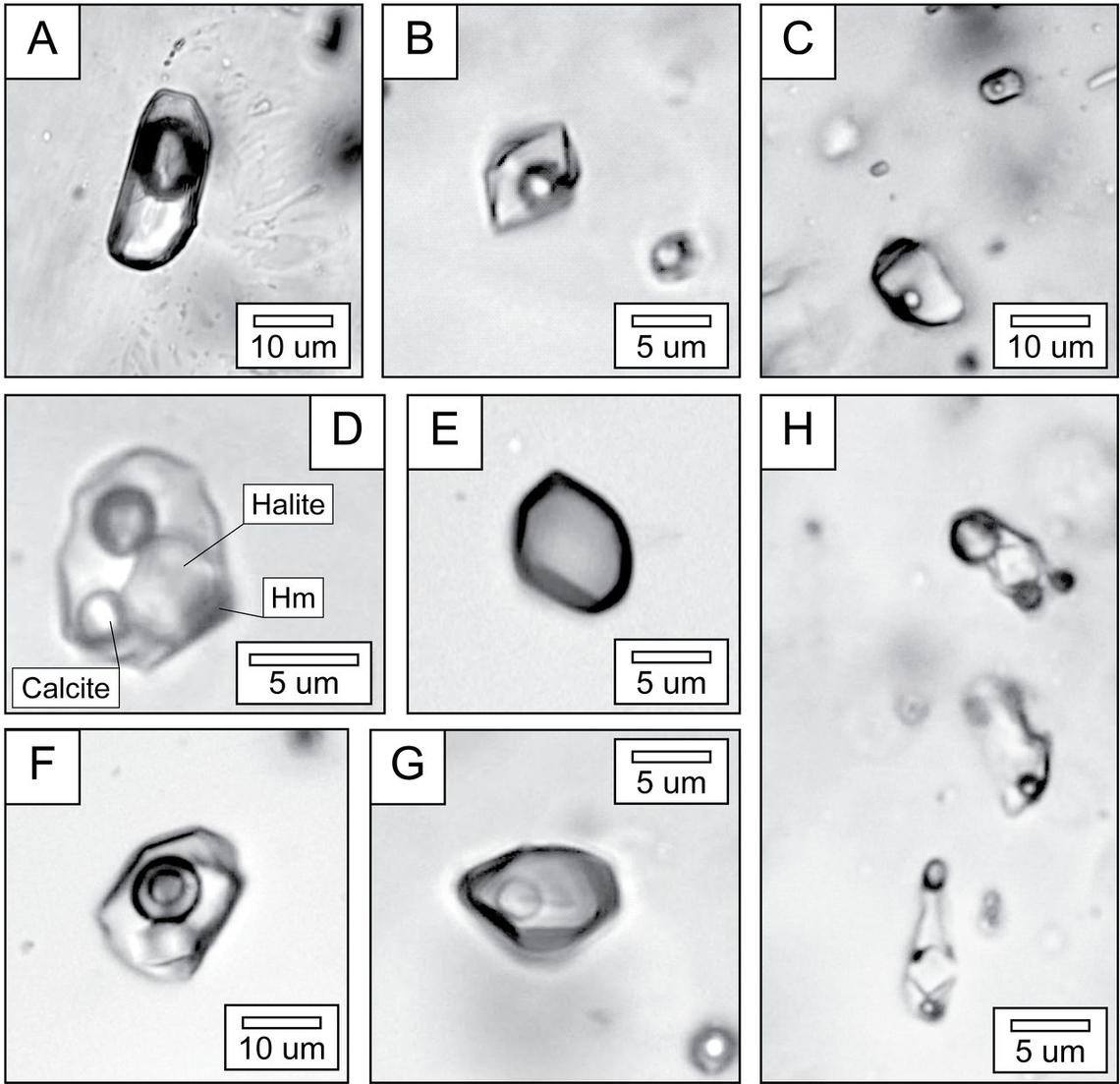
Fotomicropgrafias de Pea Ridge, MO, EUA, de inclusões fluidas secundárias em apatita (imagem A) e quartzo (imagens B–H).

As inclusões fluidas podem fornecer dados úteis na exploração mineral, pois suas características dependem do processo de mineralização. Os métodos para usar inclusões fluidas na identificação de depósitos minerais incluem avaliar a abundância de um tipo específico de inclusão, analisar variações nas temperaturas de mudanças de fase das inclusões durante aquecimento e resfriamento, e variações em outras propriedades, como comportamento de decrepitação [en] e química das inclusões. A observação e a contagem de pontos em seções delgadas de amostras são usadas para identificar a ocorrência de tipos específicos de inclusões. Se uma abundância de inclusões fluidas semelhantes for encontrada em proximidade geográfica, pode-se concluir que os tipos de rocha circundantes são semelhantes, se não idênticos. As propriedades microtermométricas (mudanças de temperatura durante mudanças de fase) são usadas para caracterizar e categorizar áreas que testemunharam atividade térmica durante a formação mineral.
As inclusões fluidas têm sido usadas para identificar depósitos de petróleo e gás. Amostras de cortes de perfuração, núcleos e/ou materiais de afloramento são preservadas por seus fluidos intersticiais, e a química do fluido é analisada com Estratigrafia de Inclusão Fluida (FIS). A análise FIS utiliza leituras espectrométricas das espécies voláteis de uma inclusão fluida; essas são indicativas de um depósito de gás natural ou petróleo nas proximidades. No entanto, a abundância de inclusões fluidas semelhantes pode ser atribuída à migração e acumulação de hidrocarbonetos, por isso outras técnicas são usadas para confirmar a presença do depósito de petróleo após a detecção inicial de inclusões fluidas.

### Extraterrestre
Meteorito de Sutter's Mill [en]
(162173) Ryugu

## Assinaturas metamórficas
Nos últimos anos, a pesquisa de inclusões fluidas tem sido amplamente aplicada para entender o papel dos fluidos na crosta profunda e na interface crosta-manto. Inclusões fluidas aprisionadas em rochas de fácies granulito forneceram pistas importantes sobre a petrogênese [en] de rochas de fácies granulito secas por meio do influxo de fluidos ricos em CO2 de fontes sublitosféricas. Inclusões fluidas ricas em CO2 também foram registradas em vários terrenos de fácies granulito de ultra-alta temperatura, sugerindo o envolvimento de CO2 em metamorfismo crustal extremo. Alguns estudos recentes especulam que o CO2 derivado de reações de decarbonatação sub-solidus durante metamorfismo extremo contribuiu para a deglaciação [en] da Terra bola de neve.

## Aplicação orogênica
Inclusões fluidas aprisionadas em veios e minerais têm sido usadas como um proxy para explorar a história de deformação em cinturões orogênicos. Como as atividades fluidas são consideravelmente mais intensas em zonas de cisalhamento em um cinturão orogênico, as inclusões fluidas em uma zona de cisalhamento também têm sido usadas para explorar as atividades sísmicas durante a evolução da zona de cisalhamento. Em cinturões orogênicos, os terremotos às vezes são atribuídos à atividade fluida em profundidade. Evidências geofísicas indiretas apontam o papel do fluido em terremotos em muitas zonas de cisalhamento, mas poucos estudos fornecem evidências geológicas para o papel do fluido em terremotos. 

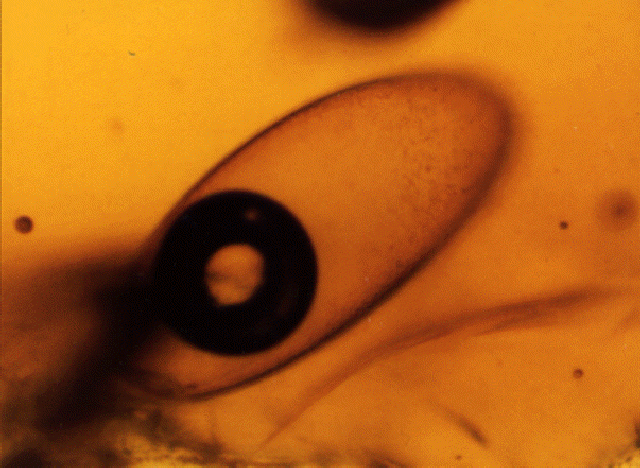
Esta bolha de ar de 84 milhões de anos está presa em âmbar (seiva de árvore fossilizada). Usando um espectrômetro de massa quadrupolar, cientistas podem aprender como era a atmosfera quando os dinossauros vagavam pela Terra. Fonte: USGS

## Aplicações paleoclimáticas
Bolhas de ar e água aprisionadas em âmbar fóssil podem ser analisadas para fornecer evidências diretas das condições climáticas existentes quando a resina ou seiva da árvore se formou. A análise dessas bolhas de ar aprisionadas fornece um registro da composição atmosférica que remonta a 140 milhões de anos. Os dados indicam que o teor de oxigênio da atmosfera atingiu um pico de quase 35% durante o período Cretáceo e, em seguida, caiu drasticamente para níveis próximos aos atuais durante o início do Terciário. O declínio abrupto corresponde ou segue de perto o evento de extinção Cretáceo-Paleógeno e pode ser o resultado de um grande impacto de meteorito que criou a cratera de Chicxulub.
Em estudos de paleoceanografia, inclusões fluidas podem informar sobre a composição química da água do mar. A água do mar aprisionada em sedimentos evapora e deixa para trás o teor de sal. A profundidade na qual esses evaporitos são encontrados em relação à composição do sal aprisionado permite que os oceanógrafos reconstruam a evolução da água do mar. Bolhas de ar aprisionadas nas calotas de gelo profundas também podem ser analisadas para obter pistas sobre as condições climáticas antigas.